# Desbordesia
Desbordesia é um género botânico pertencente à família Irvingiaceae.

## Espécies
| - Desbordesia glaucescens - Desbordesia insignis - Desbordesia pallida | - Desbordesia pierreana - Desbordesia soyauxi - Desbordesia spirei |